# 大谷温泉 (富山県)
大谷温泉（おおたにおんせん）は、富山県魚津市大海寺新にかつて存在した温泉。『大谷鉱泉』とも呼ばれていた。

## 概要
古くから、火傷、切り傷の名湯として地元の人たちに利用されていた。「昔は火傷をすると大谷の湯へとんで行け・・・」と地元の人たちに伝えられていて、医者もこの湯を紹介するくらいという名湯であった。宿でも「一日4回くらい入るのが最良の入浴法」と言っていたが、年配の人などは1日に5、6回も入浴していたという。飲用として一升瓶やポリタンクに詰めて持ち帰る人も多かった。

## 泉質
- 弱食塩泉[3]
  - 源泉温度13℃（一軒宿の2kmほど奥からの引湯で、浴用に加熱していた）[1]

源泉は旅館の東1.5㎞、大谷山の谷間から湧出している。

### 効能
- リウマチ、外傷、アトピー・湿疹、皮膚病など。
- 飲用としては火傷の痛み止めに効果があった[1]。

※いずれも効能はその効果を万人に保証するものではない

## 歴史
天武天皇の時代に一人の農民が誤って傷つけたシロヘビが、近くの田の中から湧き出ている水で傷口を癒したのを発見し、開湯したと伝えられている。日親上人による創設の説もあるが、定かではない。
1870年（明治3年）に再開湯。1960年（昭和35年）頃の火災の後、現在の場所に移転。1982年（昭和57年）、木造部分の玄関などを改装した（これにより部屋数は少なくなる）。2013年（平成25年）に廃業したものの、建物は現存している。

## 温泉街
前述の通り、一軒宿の「大谷温泉旅館」のみが存在していた。

### 大谷温泉スキー場
大谷温泉の付近にかつてあったスキー場。1958年に開場。面積は20,000m2で、簡易ジャンプ台も完備されていた。ロープリフトが2本設置されていて、1982年末には魚津ジュニアスキーレーシングチームのコーチ、父母らが協力してナイター設備（1kwの水銀灯4基と500wの投光器2基）が設置された。魚津市街地の近くに位置するため、多くの家族連れでにぎわったが、平成になって利用客が減少し、閉鎖となった。

## 交通アクセス
- 鉄道 : あいの風とやま鉄道魚津駅よりタクシーで約15分。